# Carex japonica
Carex japonica är en halvgräsart som beskrevs av Carl Peter Thunberg. Carex japonica ingår i släktet starrar, och familjen halvgräs. Inga underarter finns listade i Catalogue of Life.